# マリー・フォン・ヴェッツェラ

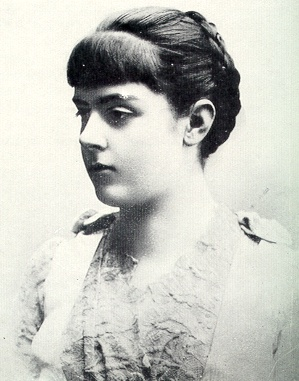
マリー・フォン・ヴェッツェラ

マリー・アレクサンドリーネ・フォン・ヴェッツェラ男爵令嬢 （ドイツ語全名:Marie Alexandrine Freiin von Vetsera,またはMary 1871年3月19日 - 1889年1月30日）は、オーストリア＝ハンガリー帝国のルドルフ皇太子の愛人。外交官だったアルビン・フォン・ヴェッツェラ男爵（ヴェチェラ・アルビン・ヤーノシュ）の娘としてウィーンで生まれた。日本語や英語その他のいくつかの言語では『マリー・ヴェッツェラ（Mary Vetsera）』と表記するものが多くみられる。

## 生涯

### 情事と死
1888年4月12日、マリーは競馬場でルドルフと出会った。彼はマリーと連れだって歩き、ささやかな贈り物を渡した。エリーザベト皇后の姪マリー・フォン・ラリッシュ伯爵夫人（エリーザベト皇后の兄ルートヴィヒが貴賤結婚によりもうけた娘）が、マリーとルドルフの連絡をとる手助けをした。マリーの母親ヘレーネもルドルフを誘惑したが、相手にされなかった。
1889年1月、2人の情事は皇帝フランツ・ヨーゼフ1世の耳に届くほどになっていた。1月の終わりに、ルドルフは父と、マリーとの交際について口論した。1889年1月29日、ルドルフはマリーとともに皇室の狩猟用ロッジのあるマイヤーリンク（現在のニーダーエスターライヒ州の町）へ向かった。2人は、翌朝に死んでいるのを発見された。このスキャンダルは、不可解な死の状況と相まって、ロッジの名前をとりマイヤーリンク事件として知られている。

## 死の謎
2人の死の知らせがホーフブルク宮殿に届いたとき、誰もが皇帝にこのことを知らせる勇気がなかった。エリーザベト皇后が、ノプクサ男爵からこのことを知らされているところに、皇帝が妻に会いにやってきた。彼は妻の部屋に入ったときに、一体息子たちに何があったのか知らないままだったのである。
すぐにエリーザベトは、皇帝を慰めるためカタリーナ・シュラットを呼び、次女マリー・ヴァレリーを呼びにやった。マリー・ヴァレリーは兄が死んだことを知らされると、「自殺したの？」と尋ねた。しかしエリーザベトは、自殺を猛烈に否定した。彼女は、マリーがルドルフに毒を飲ませ、自分も毒をあおったと話したようであった。悲劇の24時間後、皇帝はルドルフが猟銃自殺したのだという驚くべきことを考えていた。公式発表では、ルドルフ皇太子は心臓疾患で亡くなったというものにされた。
事実は概略だけであり、1年以上整理されず靄に包まれた状態だった。マリーはルドルフに殺され、彼はその後自殺した。また、別の説では2人は互いに殺し合った。また、2人は別の誰かに殺された。マリーは死亡したときには妊娠していなかった、などと、諸説がそのままにされていたのだった。
検死の結果明らかになったのは、マリーはルドルフより数時間前には死んでいたということだった。このことは、彼がマリーを殺害した後自身が死ぬまで遺体のそばに座っていたことを意味した。一説では、ルドルフが自殺を図ったことを疑い、彼と情熱的に愛し合っていたマリーは生け贄にされたのではないかという。他には、マリーが流産のため死亡し、悲嘆に暮れた彼が後を追ったのではないかというものだった。一カ所から一発の弾痕が見つかり、目撃者にはマリーの頭部に弾の痕があったというものもあったが、遺体を見つけた混乱した状況から間違った観察をしたように思われた。
マリーの遺体は、マイヤーリンクではなくハイリゲンクロイツ（ニーダーエスターライヒ州の町）のシトー会派修道院に埋葬された。のち、無許可で墓を暴かれたことがあり、遺体は1993年10月に再度元の場所に埋葬された。事件の真相はいまも謎のままである。

## 遺書の発見

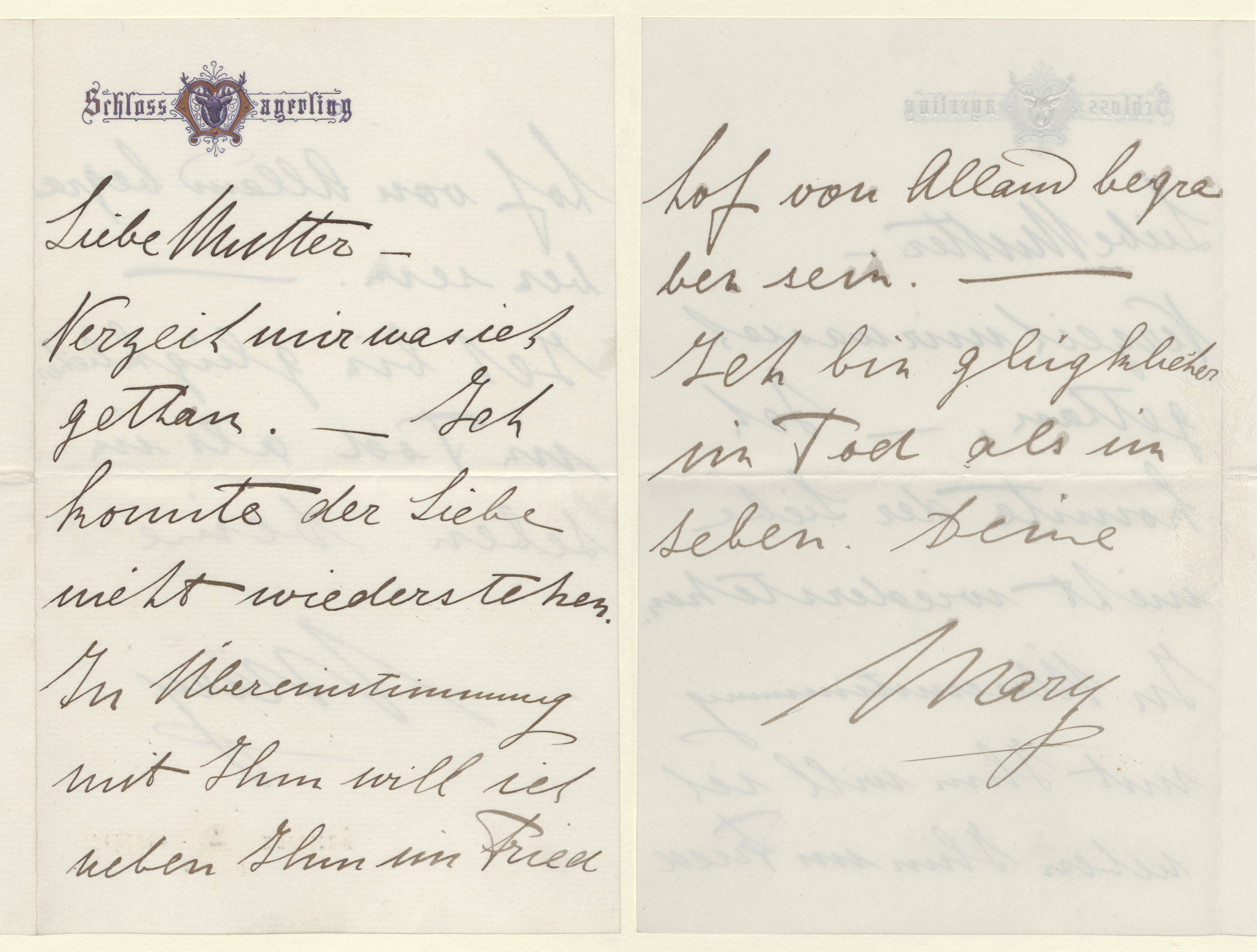
マリー・ヴェッツェラの遺書

2015年7月、オーストリア・ウィーンにある銀行の貸金庫室から、本人の筆による母親宛ての遺書が発見されたという内容が、オーストリア国立図書館より発表された。
銀行員によると、1926年より何者かにより預けられていた「ベッツェラ家の私的な手紙や写真が入った革製のフォルダー」の中に含まれていた。
遺書の内容は、母親への謝罪やオーストリア皇太子への愛、及び皇太子の意思に従う、といった内容が綴られている。

## マリー・ヴェッツェラを題材とした作品
- 1930年に、この事件を題材にクロード・アネによって小説『うたかたの恋』（Mayerling）が書かれた。これは同じ題名で1936年、1968年の2度映画化されている。最初の映画ではマリー役をダニエル・ダリューが、第2作ではカトリーヌ・ドヌーヴが演じた。同原作小説は1957年にアメリカ合衆国で『マイヤーリング』としてテレビ映画化され、マリーをオードリー・ヘプバーンが演じた。また、1982年には、宝塚歌劇団雪組で『うたかたの恋』を初演。マリー役は遥くらら。以後繰り返し再演され、宝塚歌劇団の定番の演目のひとつとなっている。
- 1974年、ボワロー＝ナルスジャックが小説『バルカンの火薬庫』（『ルパンと時限爆弾』）をアルセーヌ・ルパンのパスティーシュ作品として発表している。二人の死の謎にルパンが関わることになる小説作品。
- 1979年に、この事件を題材にフレデリック・モートンによって小説『ルドルフ 〜ザ・ラスト・キス〜』（原題：A Nervous Splendor）が書かれた。同じ題名で2008年に、ウィーン版初演（2009年開幕予定）に先立ち帝国劇場で上演（宮本亜門演出）され、マリー役を笹本玲奈が演じている。